# حمله اعراب به سیستان
حمله اعراب به سیستان در جریان حمله اعراب به ایران رخ داد. استان سیستان شاهنشاهی ساسانی در سده هفتم میلادی از استان سیستان ایران امروزی تا مرکز افغانستان و ایالت بلوچستان پاکستان گسترش یافته بود.
در سال ۶۵۰، عبدالله بن عامر پس از تثبیت موقعیت خود در کرمان، لشکری به فرماندهی مجاشی بن مسعود به سکستان فرستاد. مجاشی بن مسعود پس از عبور از صحرای دشت لوت به سکستان رسید. اما شکست سنگینی متحمل شد و مجبور به عقب‌نشینی شد.
یک سال بعد عبدالله بن عامر لشکری به فرماندهی ربیع بن زیاد حارثی به سکستان فرستاد. پس از مدتی به زلیق، شهر مرزی بین کرمان و سکستان رسید و دهقان شهر را وادار به اعتراف به مرجعیت راشدین کرد. سپس در قلعه کرکویه که آتشکده معروفی داشت که در تاریخ سیستان آمده است، همین کار را کرد. سپس به تصرف زمین‌های بیشتری در استان ادامه داد. پس از آن زرنگ را محاصره کرد و پس از جنگی سنگین در بیرون شهر، اپرویز و افرادش تسلیم شدند. وقتی اپرویز برای بحث در مورد شرایط یک معاهده به ربیع رفت، دید که از جنازه دو سرباز کشته شده به عنوان صندلی استفاده می‌کند. این امر اپرویز را به وحشت انداخت که برای نجات ساکنان سکستان از دست اعراب، در ازای پرداخت خراج سنگین با آنها صلح کرد که شامل خراج ۱۰۰۰ پسر برده با ۱۰۰۰ ظروف طلا بود. بنابراین سکستان تحت کنترل خلافت راشدین درآمد.

## فتح
بنا به نقل برخی منابع، آغاز فتح سیستان از زمان عمر آغاز گردید و عاصم بن عمرو تمیمی پس از جنگ‌های متمادی توانست برخی شهرهای سیستان را فتح کند؛ اما پس مدتی که از مراجعت وی گذشت، مردم این منطقه علیه فاتحان شورش کردند؛ از این‌رو از سال ۳۰ق عبدالله بن عامر که از سوی عثمان، خلیفه سوم، به تثبیت و ادامه فتوحات شرق پرداخت، مجاشع بن مسعود سلمی را بنا به نقل برخی منابع به تعقیب یزدگرد فرستاد. او نیز تا سیستان پیش رفت؛ اما با عدم دست‌یابی بر این منطقه بازگشت.
سپس عثمان بن عفان شخصی به نام ربیع بن زیاد حارثی را با سپاهی نزد عبدالله بن عامر فرستاد تا برای فتح سیستان به آن دیار برود. هنگامی که سپاه ربیع بـن زیـاد بـا سپاه سیستان روبه رو شد، بسیاری از دو طرف کشته شدند؛ ولی تلفات اعراب بیشتر بود. شاه سیستان «ایران پسر رستم پسر آزادخو پسر بختیار» پس از مشورت با موبد موبدان، شخصی را نزد ربیع بن زیاد فرستاد و اعلام کرد: «ما از نبرد عاجز نیستیم؛ زیرا شهر ما، شهر مردان و پهلوانان است؛ اما با خدای بلندمرتبه نمی‌توان جنگید؛ چه ما در کتاب‌ها خوانده‌ایم که شما سپاهیان خدا هستید و به سوی ما خواهید آمد و محمد فرستاده خداست. بنابراین صلح کردن از جنگ و خونریزی بهتر است». به دنبال این پیشنهاد، ربیع بن زیاد دستور داد اعراب سلاح خود را بر زمین بگذارند، و سرانجام کار آنان به صلح انجامید.

ایران پسر رستم، با اهدای هزار برده که با هر کدام جامی طلایی بود، مقرر شد هر سال مبلغی خراج برای خلیفه ارسال نماید. بدین ترتیب، سیستان به دست اعراب فتح گردید. ربیع پس از حدود دو سال، مردی از بنو حارث بن کعب را جانشین خود نموده، از سیستان بازگشت؛ اما مردم بر جانشین او شوریدند و پس از اخراج وی، دروازه شهر را بستند.
پس از بازگشت ربیع و اخراج جانشین او توسط سیستانیان، ابن عامر، عبدالرحمن بن سمره، را همراه با حسن بصری و چند فقیه دیگر در سال ۳۳ق به سیستان فرستاد. پس از محاصره قصر امیر محلی سیستان، با دریافت دو میلیون درهم و دو هزار غلام با وی صلح کرده، حکومت این منطقه را در دست گرفت. عبدالرحمن متصرفات خود را گسترش داد. وی پس از بالا گرفتن شورش‌ها علیه عثمان، سیستان را به امیر (عمیر) بن احمر یشکری سپرد و خود پس از کشته شدن عثمان نزد معاویه رفت.

## مقاومت
در حمله اعراب به ایران، سیستانیان مقاومت بسیار و تازیان خشونت بسیار نمودند چندانکه ربیع بن زیاد (سردار عرب) برای ارعاب مردم و کاستن از اشتیاق مقاومت آنان دستور داد: «صَدری (بُلندائی) بساختند از آن کشتگان (اجساد کشته شدگان را روی هم انباشتند)… و هم از آن کشتگان، تکیه‌گاه‌ها بساختند و رَبیع بن زیاد بر شد و بر آن بنشست… بدین ترتیب اسلام در سیستان متمکن شد و قرار شد که هر سال از سیستان هزار هزار (یک میلیون) درهم به خلیفه دهند با هزار وَصیف (کنیزک و غلام)» …ولی سیستانیان -باز- «ردّت آوردند» و حاکمان عرب را از شهر بیرون کردند.